# Tressor Moreno
Mahler Tressor Moreno Baldrich (Riosucio, 11 gennaio 1979) è un ex calciatore colombiano, di ruolo attaccante.

## Palmarès

### Club

#### Competizioni internazionali
- Coppa Merconorte: 1

Atletico Nacional: 2000